# Unbeaufsichtigte Betriebssysteminstallation (Linux)
Eine automatisierte Installation kann bei Unix und GNU/Linux-Betriebssystemen eingesetzt werden, damit eine Installation reproduzierbar ist oder eine große Menge an Computern ohne viele manuelle Eingriffe mit Betriebssystemen bestückt werden können. Normalerweise werden bei der Betriebssysteminstallation interaktiv Fragen gestellt, bei einer automatisierten Installation werden diese allerdings anhand vorgefertigter Konfigurationsdateien beantwortet.

## Details
Die Installation von einzelnen Betriebssystemen erfolgt üblicherweise Assistenten-geführt mit graphischer (GUI) oder zeichenorientierter Benutzerschnittstelle (TUI) installiert. Muss eine Vielzahl an Computern eingerichtet werden, stößt man mit einer solchen manuellen Interaktion allerdings bald an gewisse Grenzen – etwa in Rechenzentren, in größeren Firmen mit standardisierten Computern oder Bildungseinrichtungen mit Computerräumen. Bei der automatisierten Installation kann auf eine manuelle Interaktion verzichtet werden, indem die Fragen aus der Installation bereits im Voraus beantwortet werden. Diese Antworten werden der Installationsroutine in Form von Konfigurationsdateien (auch „answer file“ genannt) oder Bootparametern übergeben.

## Abgrenzung
Neben der automatisierten Installation mittels Konfigurationsdateien existieren noch andere Methoden, um ein Betriebssystem automatisch zu installieren.
Beispielsweise können Speicherabbilder verwendet werden. Dabei wird ein Abbild der Festplatte eines installierten Systems erstellt und auf die Festplatte eines weiteren Computers aufgespielt.
Daneben können auch Installationsmedien eingesetzt werden, die überhaupt keine Interaktivität vorsehen.
Bei Konfigurationsdateien besteht gegenüber diesen Alternativen allerdings der Vorteil, dass sowohl eine zuverlässige Hardware-Erkennung möglich ist, als auch eine flexible Parametrisierung einzelner Installationen.

## Unterschiedliche Umsetzungen
- Debian: standardmäßig Debian-Installer; auch: FAI[1] und kickstart
- Ubuntu: eigentlich Ubiquity, zur Automatisierung allerdings auch Debian-Installer
- Red Hat (Fedora/RHEL): Anaconda kickstart
- Solaris: jumpstart,[2] Automated Installer („AI“)[3]
- SUSE: AutoYaST[4]
- ArchLinux: AIF[5]